# Jan Buchholtz
Jan Buchholtz (ur. 1890 w Warszawie, zm. 1969) – polski naukowiec i wykładowca, profesor Politechniki Łódzkiej.
W 1920 ukończył studia w Politechnice Warszawskiej. Po studiach rozpoczął pracę w Katedrze Obróbki Metali, gdzie był zatrudniony na stanowisku asystenta do 1929 roku. Od 1927 roku był kierownikiem pracowni w Centralnym Laboratorium Wytwórni Uzbrojenia w Warszawie, gdzie zajmował się badaniami, szczególnie nad teorią płynięcia kreszera. Podczas wojny był radcą technicznym Urzędu Patentowego w Warszawie. 1 lipca 1945 został kierownikiem Katedry Mechaniki Politechniki Łódzkiej przy Wydziale Elektrycznym. Prowadził wykłady z mechaniki i hydromechaniki. W 1946 jako pierwszy w Politechnice Łódzkiej uzyskał stopień naukowy doktora. 1 lutego 1946 rozpoczął pracę na stanowisku profesora nadzwyczajnego na Wydziale Elektrycznym PŁ. Od roku 1945 do przejścia na emeryturę w 1960 kierował Katedrą Mechaniki Ogólnej na Wydziale Mechanicznym Politechniki Łódzkiej.